# Estádio Floro de Mendonça
Estádio Floro de Mendonça – stadion piłkarski w Itacoatiara, Amazonas, Brazylia. Na którym swoje mecze rozgrywają kluby Nacional Fast Clube i Penharol Atlético Clube.